# Ca l'Andreu (Moià)
Ca l'Andreu és una obra amb elements renaixentistes de Moià protegida com a Bé Cultural d'Interès Local.

## Descripció
Casa pairal amb façana al carrer Comerç. Portal adovellat amb grans carreus de pedra. En el mateix eix de l'arc, finestra renaixentista amb treballs escultòrics (probablement del segle xvi) i afegits posteriors. En el parament de la façana, de pedra irregular, s'obren diverses finestres d'arc conopial. La coberta és de teula sobre un embigat de fusta.

## Història
El nucli original d'aquest casal fou aixecat en el segle xvi en el moment en què el gremi de paraires prengué importància a la vila. Posteriorment ha estat modificat, essent actualment seu d'una fàbrica de pastes.